# 罗马-沃尔西战争
罗马–沃尔西战争是对罗马共和国与沃尔西人、古意大利人进行的一系列战争的总称。沃尔西人迁移到亚平宁半岛南部拉齐奥导致与该区域的老居民爆发冲突，在罗马领导下的拉丁同盟，在该区域占主导地位。到了公元前5世纪，沃尔西人逐渐开始进入防御状态，最终在萨姆尼特的战争后被纳入罗马的共和国的版图。古代历史学家在他们对早期罗马共和国的描述中，罗马共和国为沃尔西战争投入了相当大的空间，但这些材料的历史准确性受到了现代历史学家的质疑。

## 早期冲突
根据罗马早期的半传奇式历史，罗马王政时期的第七位也是最后一位国王卢修斯·塔克文·苏佩布率先向沃尔西人开战，从此开启了两个国家之间长达两个世纪的冲突战争。塔克文占领了富裕的苏伊莎-波美蒂亚镇，他为了庆祝胜利，曾用战争赢得的战利品建造了朱庇特大神庙。

## 沃尔西的侵略
公元前5世纪，沃尔西人和埃奎人（一个相关的民族）入侵了拉齐奥，这是一个较大的萨贝利语系民族的一部分，他们从亚平宁山脉移居到平原。拉丁同盟一些周边领地似乎已经遭到侵占。作为回应，拉丁人组成了“福埃杜斯卡西亚努姆”，这是拉丁城邦之间的一个共同军事联盟，罗马是其中主要的成员国。古代资料记载，在公元前5世纪上半叶，拉丁同盟几乎每年都与埃奎人、伏尔科人或两者进行战争。众所周知，罗马贵族盖尤斯·马修斯·科里奥拉努斯在被他的同胞抛弃后，加入了沃尔西。这场一年一度的战争将主要是突袭和反攻，而不是古代资料所描述的激烈战斗。

### 前495年：沃尔西入侵
据利维记载，大约在公元前496年，罗马人在里贾卢斯湖战役中击败拉丁人之前，沃尔西人就曾派军队帮助拉丁人。由于罗马独裁者的快速行军，沃尔西军队没有及时赶到参加战斗。然而，罗马人知道了沃尔西人的举动，在公元前495年，执政官普布利厄斯·塞维利厄斯·普里库斯·斯特劳斯 进军沃尔西领土。沃尔西人惊慌失措，把科拉和苏伊莎·波美蒂亚领导的三百个孩子作为人质。罗马军队撤退了。
然而，之后不久，沃尔西人与赫尼基人结盟，并派大使寻求拉丁人的帮助。而拉丁人在前一年刚被罗马打败，他们对沃尔西企图引诱他们进入下一场战争感到非常愤怒，于是他们抓了沃尔西的使者，把他们交给罗马的领事，并告诉罗马人沃尔西和赫尼基正在阴谋煽动战争。罗马元老院感谢了拉丁人的帮助，将6000名囚犯送回拉丁城镇，而作为回报，拉丁人将一顶金王冠送回罗马的朱庇特神庙。一大群人聚集在一起，其中包括被释放的拉丁囚犯，他们感谢了逮捕他们的罗马人。据说，由于这一事件罗马人和拉丁人之间产生了深厚的友谊。
后来在公元前495年，一群拉丁骑兵骑马来到罗马，警告说一支沃尔西军队正在接近这座城市。罗马平民（他们对自己的债务状况感到愤怒和不满）和贵族参议员之间的不和很快就被避免了。平民们因不满而拒绝报名参加与沃尔西人的斗争。参议院派了塞维利厄斯领事来处理这个问题。塞维利厄斯召集了人民，起初用法令来安抚他们，减轻一些更为沉重的债务负担，并承诺在战后进一步考虑并解决平民的债务问题。人民得到安抚，开始聚集起来宣读军事誓言，不久之后，塞维利厄斯带领罗马军队离开城市，并在离敌人不远的地方扎营。
第二天晚上，沃尔西人袭击了罗马营地，希望能从罗马人的内斗中获益。但他们没想到，罗马军队竟然团结一心击退了他们的进攻。第三天，沃尔西人再次袭击了罗马的防御工事，填满了战壕，攻击了城墙。执政官一开始下令罗马军队停止进攻，让沃尔西人摧毁营地周围的大部分防御工事。这个时候他下令进攻，沃尔西人在第一次交战中就被击溃了。随后罗马军队追击沃尔西军队到后者自己的营地，包围营地后，罗马人在沃尔西营地大肆掠夺和抓捕。罗马军队一路紧追不舍来到苏伊莎-波美蒂亚，夺取并掠夺了沃尔西人的这个城镇。罗马军团随后光荣地回到罗马。当时，一个来自埃切特拉镇的沃尔西大使抵达罗马，参议院同意给予他们和平，条件是把他们的土地交给罗马。

### 前494年：交战
公元前494年，罗马民众的不满情绪导致了第一次独立战争，当时沃尔西人、萨宾斯人和埃奎人都同时拿起武器。为了应对威胁，罗马任命了一位独裁者，马尼乌斯·瓦莱里乌斯·马克西姆斯。并且大肆扩军，一下扩充了10个军团，军队达到了空前规模，其中有三个军团被指派给维吉尼乌斯领事处理沃尔西。
维吉尼乌斯与罗马军队一起前进，为了挑起沃尔西人的主动进攻，他蹂躏了沃尔西人的领土。两军在营地附近扎营，然后在营地之间的平原上排起了阵线。沃尔西人在数量上相当优越，他们冲向罗马防线。罗马领事命令他的军队站稳，喊出了“既不前进，也不返回”的战斗口号。事实上，罗马军队按照军令把他们的长矛固定在地上，但当敌人冲到罗马的阵线时，他们拔出剑投入沃尔西军队。沃尔西人的冲锋损失惨重，被罗马的抵抗所战胜，又陷入混乱之中。罗马军队追赶并占领了沃尔西的营地，然后从那里继续攻占了沃尔西的韦利特拉镇，在那里他们屠杀了许多剩下的沃尔西军队，除了一小部分人，他们被供奉并投降。
随后维利特拉周围的领土被占领，一个罗马殖民地开始在这个城镇发展。

### 前493年：罗马的报复
公元前493年，罗马军队在执政官波斯图姆斯·科米尼奥斯·奥伦库斯的带领下，在沿海城市安提乌姆打败了沃尔西人的一支部队。罗马军队追击沃尔西到朗古拉镇(安提乌姆北部)。罗马人占领了朗古拉，然后继续向北追赶沃尔西，也占领了波鲁斯卡镇，跟着沃尔西来到了科里奥利镇。
罗马军队包围了科里奥利。然而，当罗马人正集中精力围攻时，另一支沃尔西人的军队从安提乌姆赶来攻击罗马人，与此同时科里奥利的士兵发起了一场突袭。年轻高贵的罗马人盖乌斯·马丘斯在沃尔西人进攻时担任守军。他迅速召集了一小群罗马士兵，与从科里奥利出发的沃尔西人作战。他不仅击退了敌人，而且冲进了城门，然后开始放火烧毁一些与城墙接壤的房屋。科利奥利的居民四面哀嚎，整个沃尔西人都灰心丧气，被罗马人打败了。这座城市被占领了，马丘斯获得了科里奥兰纳斯的同姓。

### 前492年：战争得以避免
公元前492年，罗马陷入饥荒。执政官们设法向邻近的民族购买粮食。在沃尔西人当中，谷物商人受到暴力威胁，如果谷物卖给罗马人。
利维报道说沃尔西人正准备攻击罗马。然而，蔓延的瘟疫是的沃尔西和罗马的战争得以避免。罗马人采取措施保护自己的地位。另外，罗马殖民者被派往韦利特拉镇，并在诺巴建立了一个新的罗马殖民地。

### 前491-488年：科里奥拉努斯领导的沃尔西入侵
公元前491年，在公元前493年围攻沃尔西城科里奥里时发挥了重要作用的将领科里奥兰纳斯，被逐出罗马，因为他主张推翻公元前494年第一次脱离罗马的公民所引发的亲平民的政治改革。科里奥兰纳斯逃到罗马的敌人沃尔西境内，和沃尔西的领袖阿提乌斯·图卢斯·奥菲迪厄斯住在一起
与此同时，伟大的运动会在罗马举行了盛大的庆祝活动，许多沃尔西人前往罗马参加庆祝活动。奥非第乌斯试图想出一个办法来煽动沃尔西人对罗马的敌意。他私下会见了执政官，让他们相信他担心沃尔西人的青年和罗马人之间会爆发一些不和。执政官们把这件事提交给了元老院，元老院决定把沃尔西人逐出罗马。
奥非第乌斯在罗马城外一座供奉着费伦蒂娜女神的小树林里遇到了逃跑的沃尔西人，激起了他们对罗马的反感，从而导致沃尔西人向罗马宣战。
科里奥兰纳斯和奥菲第乌斯率领沃尔西人的军队进攻罗马的城镇、殖民地和盟军。罗马殖民者被驱逐出境。然后，他们夺回了以前沃尔西城的萨特里库姆、朗古拉、波鲁斯卡和科里奥利。随后，沃尔西人的军队夺取了拉瓦尼，接着是科尔比奥、维特利亚、特比亚、拉瓦西和佩丹姆。
沃尔西人从那里向罗马进发，包围了罗马。沃尔西人最初在罗马城外5英里处的克卢伊利亚海沟扎营，并劫掠了附近乡村。科里奥拉努斯指导沃尔西军队以平民财产为目标，并放过贵族。
元老院现在的执政官，是斯普留乌斯·努提乌斯·鲁诺乌斯和塞克斯图斯·富里乌斯·梅杜利努斯，他们已经准备好了保卫这座城市。但平民们恳求他们为和平而上诉。元老院召开了会议，同意向敌人发出和谈请求。最初派遣的大使，得到的是科里奥兰纳斯否定的回答。第二次被派往沃尔西的大使，被拒绝进入敌营。接下穿着法衣的牧师被罗马人派去，但是除了领回之前的大使之外，他们什么也没有得到。
科里奥拉努斯的母亲维图里亚和他的妻子波罗尼亚，以及他的两个儿子，以及罗马的主母，一起到沃尔西营地，恳求科里奥拉努斯停止对罗马的进攻。科里奥拉努斯被他们的请求打动了，把沃尔西人的营地从城里搬了回来，结束了围攻。罗马为表彰这些妇女的贡献，建立了一座供奉福尔图纳(女神)的神庙。
科里奥拉努斯在这之后的命运还不清楚，但似乎他没有再参加战争。
沃尔西军队随后返回罗马领土攻击这座城市。他们是由埃奎人加入的。然而，一场争论爆发了，因为埃奎人不接受奥菲迪乌斯作为他们的领袖，导致沃尔西人和埃奎人进行了一场激烈的战斗，双方的力量严重削弱。

### 前487年开始：持续的战争
第二年(公元前487年)，其中一位执政官提图斯·西西尼乌斯·萨比努斯(Titus Sicinius Sabinus)受命继续与沃尔西作战。当时的战争结果尚不清楚，不过罗马人似乎表现得更好。
公元前485年，沃尔西和埃奎人再次被打败。执政官昆图斯·法比尤斯·维布拉努斯(Quintus Fabius Vibulanus)通过向公共场所提供胜利的战利品而招致了这些骚动。
公元前484年，与沃尔西和埃奎的战争再次爆发。由执政官卢修斯·埃米利乌斯·马默库斯率领的罗马人打败了敌人，罗马骑兵在随后的溃败中屠杀了许多人。
公元前483年，李维说，沃尔西重新挑起了战争，但是除了说罗马人很少关注这个问题外，他没有提供任何细节，因为他们自己的力量已经足够了，他们被内部事务分散了注意力。
公元前475年，沃尔西人和埃奎人入侵了拉丁领土。拉丁人在没有任何罗马军队或罗马指挥官的帮助下，加入了赫尔尼西人的队伍，击退了敌人，夺取了大量战利品。罗马执政官盖乌斯·诺提乌斯·鲁贝乌斯随后被派往沃尔西，沃尔西的领土遭到破坏，但是对立的部队之间没有发生重大的交战。

### 公元前471年至公元前468年的沃尔西人的攻击
公元前471年，沃尔西入侵罗马，公元前469年至468年，罗马社会动荡不安。
公元前471年，罗马人民憎恨的阿皮乌斯·克劳迪亚斯担任执政官。他没有成功地反对公共法庭提出的流行立法，从而激怒了民众。
与此同时，沃尔西希望利用罗马的内部冲突，破坏了罗马的领土。与他们的战争被分配给克劳迪斯。由于被保民官打败，执政官感到十分痛苦，决定对他的军队实行最严厉的纪律。但他对平民的不尊重是如此臭名昭著，以至于他的士兵公然不服从。他们拒绝攻击敌人，而是撤退到自己的营地，只有在沃尔西人自己受到攻击时才转向他们。他的军官劝亚庇乌斯不要立即对士兵采取行动，但军队再次受到攻击，在离开营地时陷入混乱。
在到达罗马领土的安全地带后，亚庇乌斯召集了他军队的残余力量，命令所有失去装备或标准的士兵，以及所有离开岗位的军官都要被鞭打和斩首。然后，他以屠杀的方式惩罚其余的军队，这是罗马历史上这种特殊惩罚最早的例子。
公元前469年，由于民众骚乱，罗马似乎即将发生大动荡，沃尔西人再次入侵罗马领土，开始焚烧罗马的乡村地产。执政官提图斯·努米修斯·普里库斯受命领导一支军队对抗沃尔西。沃尔西人的军队离开了罗马领土，但努米修斯继续追击他们，在最初的交战中击败了沃尔西人的军队，当沃尔西人的军队在安提乌姆避难时，努米修斯占领了邻近的港口城市卡农;那个小镇被彻底摧毁了。
第二年敌对行动继续。执政官提图斯·昆丢·卡皮托利努斯·巴贝图斯率领罗马军队。在最初的交战中，罗马人几乎被打败，但是昆秀斯鼓舞了他们的士气，他告诉军队的每一翼对方都取得了巨大的成功。罗马人就这样重新振作起来，赢得了胜利。随后是一段休息时间，双方重新集结。然后，沃尔西人对罗马人的营地发动了夜袭。但是执政官带领一群赫尼西同盟军，以及骑在马上的号手(角鼻琴和管鼻琴)把敌人阻挡在海湾之外，让敌人以为罗马人要进行反击。这使敌人在夜间处于紧张状态，并使罗马人睡个好觉。罗马人就这样振作了精神，在黎明时分，执政官带领罗马人对抗沃尔西。沃尔西号在高地上占据了一个位置。执政官犹豫是否要上山进攻，但罗马军队说服他下令进攻。罗马人把长矛固定在地上以减轻负担。在随后的大战中，罗马人取得了胜利。昆秀斯随后带领罗马人围攻安提乌姆，不久之后该城投降。第二年，罗马人在该镇建立了殖民地，这对沃尔西人来说是一次重大的失败。昆秀斯庆祝他的胜利。

## 罗马力量的增长
公元前5世纪下半叶，罗马人和拉丁人似乎阻止了沃尔西人的侵略浪潮。资料记载了在这一时期几个罗马殖民地的建立，而对埃奎人和沃尔西的战争却很少被提及。

### 前389年：马克西姆战役
公元前390年，一个高卢军阀首先在阿利亚战役中击败了罗马军队，然后洗劫了罗马。古代作家报告说，在接下来的一年里，伊特鲁里亚人、沃尔西人和埃奎人都集结了军队，希望利用这次对罗马权力的打击，而拉丁人和赫尔尼西人则放弃了与罗马的联盟。

#### 古老的故事
李维、普鲁塔克和狄奥多罗斯·西库鲁斯对随后罗马人反对沃尔西运动的描述大致相同，普鲁塔克的描述最为详尽。根据普鲁塔克和狄奥多罗斯·西库鲁斯的说法，罗马的领事法庭和军队一起在马丘斯山附近扎营，但是他们的营地遭到了沃尔西人的袭击。
为了对付他们的许多敌人，罗马人现在任命马库斯·富尔尤斯·卡米卢斯为独裁者。根据普鲁塔克的说法，卡米卢斯组建了一支新军，其中包括一些通常被认为年事已高、不适合当兵的人。他绕过马尔丘斯山，避开了沃尔西，来到敌人后方，在那里，他点燃了篝火，让敌人知道了他的存在。被围困的罗马人准备出击。沃尔西没有冒着遭到双方攻击的危险，而是退回到自己的营地，把自己关在里面。卡米勒斯知道日出时山上会刮起一阵大风，于是命令他的一部分部队转移敌人的注意力，在太阳升起时，他带领其余的部队向敌人的营地开火。在风的帮助下，大火把营地夷为平地。大多数敌人要么死于战火，要么死于对罗马军队的绝望袭击。
根据狄奥多罗斯·西库鲁斯的说法，卡米卢斯在夜间行军。黎明时分，当沃尔西人进攻营地时，他从后面袭击了他们。营地里的人冲了出去。从双方进攻的沃尔西人被屠杀了。李维没有提到领事法庭最初遇到的困难，但他说，卡米洛斯被任命为指挥官的消息足以使沃尔西在拉努维姆附近的马西姆营地里设置路障。卡米卢斯点燃了路障，使沃尔西的军队陷入混乱，因此当罗马人进攻营地时，他们几乎没有遇到什么困难就击溃了沃尔西。然后卡米卢斯蹂躏了他们的领土，直到沃尔西人被迫投降。
古代资料告诉我们，卡米卢斯是如何首先战胜阿奎人，然后又在苏特里乌姆战胜伊特鲁里亚人的。李维还描述了掠夺的数量。在同时赢得三场战争后，卡米卢凯旋而归。伊特鲁里亚战争中被俘的许多囚犯被公开出售;金后欠罗马的姑娘已经偿还(他们贡献了他们的黄金赎金罗马高卢人),足够的了三个金碗刻有卡米勒斯的名字和放置在朱的殿前的脚朱诺的雕像。

#### 现代的解释
公元前389年和公元前386年的战役有许多相似之处(见下文)——在这两部作品中，卡米勒斯都身居指挥地位，击败了沃尔西，并得到了亚铁元素的帮助——这使得几位现代作家认为这些都是彼此的对偶体。这是贝洛克的观点，他认为高卢人的洗劫对罗马的命运有着严重而持久的影响。因此，卡米卢斯在如此短的时间内战胜伊特鲁里亚人和沃尔西人的惊人胜利，一定是为了缩小罗马战败的规模而发明的。后来不同的作家以不同的方式对待这些虚构的胜利，把它们分配到不同的年份，并附带不同的细节，直到在李维的作品中，它们作为独立的事件出现，但最终都是非历史事件。
康乃尔(1995)认为高卢人的洗劫是罗马的一次挫折，她很快从挫折中恢复过来，并把随后的罗马胜利视为30年前开始的侵略性扩张主义政策的延续。对这些胜利的描述被夸大和详述，有些事件被复制，但本质上描述的是符合罗马发展大局的历史事件。虽然卡米卢斯的角色被夸大了，但记录中他担任公职的频率证明了他在这个时代在罗马的政治重要性。
奥克利(1997)认为罗马人在公元前389年战胜沃尔西的记述具有历史意义。这三个现存的资料来源可能都来自一个共同的传统，不同的作者忽略了不同的细节。李维和普鲁塔克对同年晚些时候发生在苏特里乌姆的战斗的描述非常相似，这进一步加强了这一假设。然而，最初的历史记录可能只是说，罗马人在一场马希姆的战斗中战胜了瓦尔西人，所有其他细节都是后来的发明。除了把金子还给主妇们，李维对卡米勒斯那一年的胜利的描述可以基于真实的信息;如果是这样的话，这将有助于证实战争的发生。那年对沃尔西的胜利为罗马的进一步入侵打开了庞普廷地区的大门。
福赛斯(2005)持更怀疑的观点。他认为，只有卡美卢斯献给朱诺的三个金碗的存在才具有历史意义。从这些古代作家发明了一系列闪电般的胜利，对罗马的传统敌人在卡米洛斯-即。，伊特鲁里亚人，埃奎人和沃尔西人，并将他们的历史追溯到高卢人洗劫之后的一年，当时罗马被认为四面受敌。

### 前388-385年：罗马人对庞普廷地区的设计
直到现代拉丁美洲的发展，东南部的纬度一直被蓬帕汀沼泽所覆盖。在这些沼泽和蒙蒂莱皮尼之间有一片干燥的土地，这就是庞普提努斯河。庞普廷地区是罗马人和沃尔西人在公元前380年到370年之间有记载的战争的主要发生地。

#### 古老的故事
李维是我们未来几年唯一的消息来源。根据他的说法，在388年，罗马的平民保民官提议瓜分庞普廷的领土，但几乎没有得到平民的支持。公元前387年，平民保民官卢修斯·西西尼乌斯(Lucius Sicinius)再次提出了庞普廷领土的问题。然而，当伊特鲁里亚武装起来的消息传到罗马时，这个话题就被放弃了。第二年，安提阿特人入侵庞普廷地区，据罗马报道，拉丁人派了战士来帮助他们。罗马人早在伊特鲁里亚战争爆发前就把卡米卢斯选为当年的六个领事法庭之一。他现在几乎像被选为独裁者一样管理事务。他选择了另一个领事法庭，普布利乌斯·瓦莱里乌斯·波提图斯·普拉皮科拉(Publius Valerius Potitus Poplicola)作为他在沃尔西人战争中的同事，让其他四个法庭负责保卫和管理这座城市。
卡米勒斯和瓦莱里乌斯在萨利康遇见了他们的对手。除了沃尔西，这些抗盐剂还为该领域带来了大量的拉丁和赫尼西。起初，罗马士兵被敌军的规模和组成所吓倒，在卡米洛斯发表了一番激动人心的演说之后，他们向敌人发起了冲锋。据说，为了进一步煽动他的士兵，卡米卢斯下令将陆军大旗投入敌人的战线。沃尔西人在飞行中被打得溃不成军，大批被屠杀，直到一场暴风雨结束了战斗。拉丁人和赫尔尼西人现在抛弃了沃尔西人，沃尔西人躲在萨特里库姆。卡米卢斯开始定期投资，但当突袭打乱了他围城工程的建设时，他改变了策略，席卷了这座城市。卡米卢斯离开瓦莱里乌斯掌管军队，回到罗马，敦促元老院继续战争，并进攻沃尔西安的首都安提乌姆。然而，当伊特鲁里亚人进攻边境要塞内皮特和苏特里乌姆的消息传出后，决定由卡米卢斯和瓦列里乌斯率领一支新军队在罗马迎战伊特鲁里亚人。罗马执政官卢修斯·昆图斯和卢修斯·霍拉蒂乌斯·普尔维勒斯被派去进行沃尔西人的战争。
公元前385年，奥留斯·科奈利乌斯·科苏斯被任命为独裁者，提图斯·昆秀斯·卡皮托利努斯(Titus Quinctius Capitolinus)为马的主人，表面上是为了对付沃尔西人的战争和拉丁人和赫尔尼希人的叛变，但真正的原因是马库斯·曼留斯·卡皮托利努斯(Marcus Manlius Capitolinus)挑起的麻烦。独裁者把他的军队开进庞普廷地区，他听说那里正在被沃尔西入侵。沃尔西人的军队由拉丁人和赫尔尼西人组成，其中包括来自罗马殖民地切尔西和维利特埃的分遣队。克奈尔斯在到达后的第二天准备战斗，命令他的士兵接受敌人的指挥。罗马人坚守阵地，当提图斯·昆秀斯率领的骑兵按计划发动进攻时，敌人中爆发了恐慌。沃尔西人逃离了战场，他们的营地被占领了。哥尼流将所夺的财物，除了被掳的人以外，都给了兵丁。回到罗马后，奥留斯·科奈利乌斯庆祝他战胜了沃尔西。萨特利姆被2000名罗马公民殖民，每人获得2.5 朱格拉的土地。
根据迪奥多鲁斯的说法，在公元前386年，罗马人向撒丁岛派遣了500名殖民者。这也可能是指萨特利姆的殖民化，这个名字已经被狄奥多罗斯或他的抄写者所败坏。

#### 现代的解释
贝洛赫拒绝了卡米勒斯 386年的战役，认为这是389年(它自己发明的)战役和385年的事件的双重结果，因为它们依赖于卡米勒斯在前一年在萨特利姆的胜利。最近，康奈尔大学(1995)、奥克利大学(1997)和福赛斯大学(2005)选择将这些事件解释为罗马扩张主义政策的一部分，以控制庞普廷地区。因此，战争发生在撒提库姆和安提乌姆，而不是在罗马领土上。
在这个时代，债务一直是罗马的一个问题。最受欢迎的债务减免方法，即土地分配，为罗马向庞普廷地区扩张提供了动力。然而，资料来源提到了许多关于土地法分割公共土地的建议，其中一些可能是不合历史的。西西里人在秩序的斗争中扮演着平民领袖的重要角色，但这其中有多少历史依据值得怀疑。388年的《平民论坛报》，L. Sicinius，在其他方面是未知的，可能是一项发明。
切尔西和维利特埃分别在393年和401年被罗马人和拉丁人殖民，但他们可能只是驻军。到385年，当地的沃尔西人可能再次夺取这些城镇的控制权，但也有可能罗马人和拉丁美洲殖民者现在转而反对罗马。这两个定居点比任何其他拉丁城镇都更容易受到罗马对庞普廷地区的侵略。

### 前383-381年：沃尔西人与拉丁人的联合

#### 古老的故事
李维记录到，在383年，一个迄今为止一直效忠罗马的拉丁小镇拉努维乌姆起义，加入了沃尔西人和切尔西和维利特埃的殖民地对罗马的战争。在罗马，根据元老院的建议，部落一致向维利特埃宣战，此前任命了五名专员负责分配波普坦的领土，三名专员负责在内皮特建立殖民地。然而，罗马全年都有瘟疫，没有发起任何运动。在起义的殖民者中，一个和平党派赞成请求罗马的宽恕，但战争党派继续赢得人民的支持，并对罗马领土发动了一场袭击，实际上结束了所有关于和平的讨论。在382个领事法庭上，斯普里尤斯和卢修斯·帕皮里厄斯游行反对韦里特雷，他们的四个同事被留下来保卫罗马。罗马人打败了维特里安军队，其中包括大量的帕莱斯特里纳辅助军，但他们没有袭击这个地方，怀疑风暴是否会成功，不想摧毁殖民地。根据保民官的报告，罗马向普莱斯特宣战。据维莱乌斯说，罗马人今年在塞提亚建立了一个殖民地
李维和普鲁塔克为381页提供了平行的叙述。据说，在那一年，沃尔西和普雷尼埃斯廷两军联合起来，成功地攻占了罗马殖民地萨特里康。作为回应，罗马人第六次选举马库斯·富尔尤斯·卡米卢斯为领事论坛官。卡米卢斯根据参议院的特别命令被指派参加沃尔西恩战争。他的同僚论坛官卢修斯·富尔尤斯·梅杜利纳斯被抽签选为他的同事。李维和普鲁塔克对随后的竞选活动的描述有些不同。根据李维的说法，保民利士从埃斯奎林之门出发，率领四个军团，每个军团有4000人。在撒特利库姆，他们遇到了一支人数众多、渴望战斗的军队。然而，卡米卢斯拒绝与敌人交战，而是试图拖延战争。这激怒了他的同事，卢修斯·富尔尤斯，他声称卡米卢斯年事已高，行动迟缓，很快就赢得了整个军队的支持。当他的同事准备战斗时，卡米洛斯形成了强大的预备队，等待战斗的结果。战争开始后不久，沃尔西人就开始撤退，正如他们所计划的那样，罗马人被吸引跟随他们，沿着高地向沃尔西人的营地进发。在这里，沃尔西人已经储备了几支部队，他们加入了战斗。罗马人开始向山上进军，与优势部队作战，开始逃亡。然而，卡米卢斯召集了预备队，召集了逃跑的士兵坚守阵地。步兵摇摆不定，此时由卢修斯·富尔尤斯率领的罗马骑兵下马步行向敌人进攻。结果，沃尔西人被打败，仓皇逃走;他们的营地也被占领了。大量的沃尔西人被杀，甚至更多的人被俘虏。普鲁塔克说，当他的同事与敌人交战时，生病的卡米卢斯正在营地里等着。他听见罗马人溃败，就从床上跳起来，召集士兵，阻止敌人的追击。第二天，卡米勒斯率领他的军队，在战斗中击败了敌人，占领了他们的营地。卡米卢斯后来得知，伊特鲁里亚人占领了萨特里库姆，那里的罗马殖民者都被屠杀了。他把大部分军队送回了罗马，而他和最年轻的士兵们扑向伊特鲁里亚人，把他们赶出了萨特里康。在描述了卡米卢斯在萨特里库姆的胜利之后，李维和普鲁塔克继续讲述罗马吞并拉丁城镇图斯卡卢姆的故事。

#### 现代的解释
在所有古老的拉丁城镇中，拉努维姆离庞普廷平原最近。因此，她现在加入反对罗马的斗争也就不足为奇了。虽然李维为382年战役提供的细节似乎是可信的，但最初的记录可能只是说那里有反对普拉涅斯特和韦里特雷的战斗。在381年卡米卢斯战胜萨特里康的两个版本中，普鲁塔克的版本被认为比李维的版本更接近早期的年鉴学家。值得注意的是，李维对卡米洛斯的描述比普鲁塔克更为高尚，而且他把所有的战斗都压缩到一天而不是两天。普雷内斯丁应该在撒特利康与沃尔西会合，并在那里被卡米卢斯击败，这是很可信的;然而，即使不是所有关于这场战争的细节，包括卡米卢斯和卢修斯·富尔尤斯之间的争吵，今天也被认为是后来的发明。特别是战争的规模和罗马人的胜利被极大地夸大了。

### 前380-377年：击败安提乌姆，摧毁萨利康

#### 古老的故事
李维是我们未来几年唯一的消息来源。他报告说，公元380年，罗马人攻占了维利特埃，但那一年的主要事件是罗马独裁者辛辛纳图斯(Titus Quinctius)成功地推翻了被迫要求和平的普拉尼斯特。公元379年，罗马人将沃尔西恩战争的指挥权交给了两个人，一个是普布利乌斯，一个是盖乌斯·曼利乌斯，因为他们的出身和声望都很高，但事实证明这是一个错误。罗马指挥官在没有进行任何侦察的情况下就派出了他们的采集者，然后被一个敌方间谍骗进了埋伏，这个间谍谎称采集者已经被包围了。沃尔西人也袭击了罗马人的营地。在罗马，它首先决定任命一个独裁者，但当罗马人意识到沃尔西人不打算继续他们的胜利，他们选择从沃尔西人的领土召回他们的军队。新殖民者也被派去增援塞蒂亚。第二年，378年，沃尔西人从四面八方入侵并掠夺罗马领土。在罗马，平民法庭首先阻碍军队的招募，直到贵族们接受他们的条件，即战争结束前不缴纳战争税，也不向法庭提起债务诉讼。罗马人克服了这些内部困难，将军队分成两支。一个由斯普留斯·弗留斯·梅杜利努斯和马库斯·贺雷提斯·普尔维勒斯率领，向安提乌姆和沿海地区进军;另一个由昆图斯·塞维利乌斯·费代纳斯和卢修斯·格加纽斯·马切里努斯率领，向埃切特拉和山区进军。罗马人希望把沃尔西人拉上战场，于是开始蹂躏沃尔西的乡村。在烧毁了几个偏远的村庄并摧毁了敌人的庄稼后，两支军队带着战利品回到了罗马。
根据李维在377年的说法，沃尔西人和拉丁人在撒特利康联合了他们的军队。罗马军队由帕布利乌斯·瓦莱里乌斯·波提图斯·普拉皮科拉领事法庭(就是386年与卡美卢斯一起指挥对抗沃尔西的瓦莱里乌斯)和卢修斯·埃米利乌斯·马默西诺率领，向他们进军。随后的战斗在第一天就被一场暴风雨打断了。第二次，拉丁人熟悉罗马人的战术，对他们进行了一段时间的抵抗，但骑兵的冲锋打乱了他们的队伍，当罗马步兵发起新一轮进攻时，他们被击溃了。沃尔西人和拉丁人先撤退到撒提库姆，然后又从那里撤退到安提乌姆。罗马人继续追击，但缺乏包围安提乌姆的装备。在争论到底是继续战争还是要求和平后，拉丁军队离开了，安提瓜和巴布亚人把他们的城市投降给了罗马人。在愤怒中，拉丁人放火焚烧了萨特利姆，烧毁了除马图塔神庙外的整个城市。据说，神庙里有个声音威胁说，如果不把火从神庙里扑灭，就会受到可怕的惩罚。

#### 现代的解释
正如李维在描述379年罗马战败时所做的那样，将责任归咎于指挥官而不是士兵，这是他作品中的一个共同主题。李维对378年战役的总结表明，那一年罗马没有取得重大胜利。埃切特拉经常出现在五世纪的沃尔西恩战争中，这是有记载以来埃切特拉最后一次出现在这里。现代历史学家还不能确定沃尔西城的确切位置。
马图塔是一个神，最初与晨光有关。萨里库姆的神庙是她崇拜的主要中心。然而，李维也记录了撒督的燃烧，除了公元346年被罗马人焚烧的玛图塔神庙。现代历史学家一致认为，在377年和346年两次燃烧萨特利姆是一个双重态。贝洛克认为罗马人不会记录下拉丁文对撒提康的攻击，认为377年的焚烧是对346年事件的倒退。奥克利(1997)持相反的观点，他认为古代历史学家发明拉丁人焚烧的可能性比发明罗马人焚烧的可能性要小。虽然两次奇迹般的拯救神庙被作为一个双重身份而被抛弃，但这并不意味着激烈争夺的萨里康不可能同时在377年和346年被捕获。李维记录说，撒特里康在348年被沃尔西重新殖民，但这不太可能是历史性的;如果萨特利姆被拉丁人摧毁了，那么它一定很快就被重新占领了。
从庞普廷地区殖民地的建立和土地分配情况来看，此时的沃尔西似乎已不再对罗马政权构成严重威胁。经过20年的成功征服和巩固，罗马现在进入了内部斗争和政治改革的时代。

### 前370-367年：行动反对维利特埃
根据传统的罗马年代学，公元375年至371年被认为是一个无政府时期，罗马没有选举出执法官。现代历史学家认为，如果无政府状态真的存在的话，也不过持续了一年，并将其延长至五年，原因是古代历史学家试图使罗马和希腊的历史保持同步。因此，在377年之后，罗马与沃尔西恩的关系明显中断了6年，这是具有欺骗性的。

#### 古老的故事
李维选择把他对376-367年的叙述集中在罗马内部的政治斗争上，直到367年决定用两名执政官取代领事法庭，成为罗马每年选举产生的首席执政官，并向平民开放这个办公室;只提到罗马的外部事务。他写道370年船帆人袭击了罗马领土并袭击了图斯库勒姆。一支罗马救援部队打破了对图斯库伦的围攻，反过来又包围了韦里特雷。据推测，这场围攻持续了数年，其间没有发生任何值得一提的事情，直到367年罗马人取得胜利。根据普鲁塔克的说法，韦里特雷在367年第五次向独裁者卡美卢斯投降，没有经过任何反抗。捕获维利特埃是卡米勒斯最后一次有记录的利用。公元365年，一场瘟疫在罗马肆虐，他成了这场瘟疫的受害者。

#### 现代的解释
维利特埃不太可能被连续围困数年。更有可能的是，她是一系列年度活动的目标，直到最后被选中。在这次失败之后，李维直到357年才提到维利特埃和罗马之间的冲突。

## 零星的战争

### 前358-357年：与普里温纳姆的第一次战争
358年，罗马人组成了两个新的部落，庞普蒂纳部落和普普利亚部落。显然，庞普蒂纳至少是在庞普廷地区建立的，罗马在经历了过去几十年的成功战争之后，现在一定牢牢控制了该地区。
李维还记录了今年普里韦纳姆和韦里特雷先后袭击罗马领土的情况。罗马人把对抗普里温纳姆的战争交给了357年的执政官盖乌斯·马丘斯·鲁贝。普里韦纳姆的领土长期处于和平状态，马丘斯的军队夺取了大量的战利品。马丘斯让他的士兵保留一切，不为国家拨款。普里弗纳特夫妇在他们的墙前扎营。罗马人突袭了这个营地，准备在普里弗纳特人投降后进攻这个城镇。人们庆祝战胜了普里温纳家族。凯旋记录中，马库斯于6月1日庆祝了他对普里维纳斯的胜利。这是罗马历史上第一次出现普里瓦纳姆，一个位于阿马塞诺山谷的强大的城镇，当时是罗马权力的东南部极限。李维似乎并不认为普里弗纳姆是沃尔西城，但是其他一些古老的资料证明了这一点。
李维写道，在353年，拉丁人向罗马报告说，沃尔西已经集结了一支军队，并打算蹂躏罗马的领土。这场战争的指挥权交给了执政官马库斯·瓦列里乌斯·普拉皮科拉。他在图斯库勒姆安营扎寨，但在与伊特鲁里亚城市凯尔的战争受到威胁时，他不得不返回罗马任命一位独裁者。
在李维对350年代的描述中，仅有的对沃尔西的零星提及表明，他们已经被前几年的反复战斗所征服，目前对罗马的扩张几乎没有构成威胁。

### 前346年：击败安提乌姆，摧毁萨利康
李维说，来自安提乌姆的殖民者在348年重建了撒特里库姆。然后在346年有消息传到罗马，安提乌姆的使者试图煽动拉丁人反对罗马。执政官马库斯·瓦莱里乌斯·科乌斯率领他的军队向萨特里库姆进发，与安提阿特斯和其他沃尔西人的军队交战。沃尔西人逃进了萨特里库姆，但就在罗马人即将攻占该城时，他们投降了。4000名男子和许多非战斗人员被俘虏。撒督被洗劫烧毁;只有马图塔庙幸免。在执政官凯旋的游行队伍中，4000名投降的士兵被押到执政官的战车前，随后被卖掉，为国库带来了一大笔钱。根据李维的一些消息来源，这些囚犯是在萨特里库姆被俘的奴隶。李维觉得这比投降的战士更有道理。法西凯旋记记载马库斯·瓦莱里乌斯·科乌斯在2月1日庆祝了他对安提阿提斯和萨里卡尼的胜利。
现代历史学家普遍认为，公元377年和346年的两次撒特里库姆大毁灭(两次都只有马特马图塔神庙(temple of Mater Matuta )幸存下来)是双重的。这座城镇在348年的重建很可能是后来的一位年历学家重建的，目的是解释撒特里康如何能第二次被摧毁。考古发掘证实，公元四世纪中叶以后，只有马特马图塔神庙(Matuta  temple of Mater Matuta )幸存下来。然而，如果对萨特里库姆的双重破坏被认为是不符合历史的，那么这并不一定意味着这个激烈争夺的城镇在377年和346年都没有被占领。声称有4000名俘虏被俘虏，无论他们是战俘还是奴隶，很可能是后来的发明，没有任何真实的记录。

### 前345年：抓捕索拉
李维注意到345年的执政官从沃尔西突袭中夺取了位于里里山谷中部的索拉。这是已知的最早的罗马人进入利里山谷的战役，是由于他们早些时候战胜了赫尔尼西人。占领索拉可能代表着罗马的一项新政策，目的是彻底摧毁沃尔西人的权力。索拉第二次为人所知是在第二次萨米特人战争期间，萨米特人于315年从罗马人手中夺走了索拉。然而，尚不清楚罗马是否从345年到315年继续控制索拉。第二次有记载的罗马人对北方沃尔西的军事行动只发生在329年。

### 前341年：与普里韦纳姆和安提乌姆的战争
343年，罗马和萨米特人之间爆发了第一次萨米特战争，争夺坎帕尼亚的控制权。李维写道，普里温纳特人利用这一点发动了突然袭击，摧毁了罗马人在诺巴和塞提亚的殖民地。罗马也得到消息说，一支由安提阿特人领导的沃尔西安军队已经集中在萨特里库姆。罗马人把对普里纳姆和对安提乌姆的战争都交给了341年的执政官盖乌斯·普罗提乌斯·维诺，而另一位执政官卢修斯·埃米利乌斯·马默西努斯则参加了反对桑尼特人的运动。普罗提乌斯首先打败了普里温纳特人，占领了他们的城市。罗马人向他们派驻了驻军，并没收了他们三分之二的领土。普罗提乌斯随后在萨提库姆向安提阿提斯进军。一场艰苦的战斗只结束了一场风暴，避免了更多的损失。考虑到他们的损失，沃尔西号决定在夜间撤退，撤退到安提乌姆，留下他们的伤员和部分行李。罗马人收集了大量留在战场和沃尔西安军营的武器，执政官下令将这些武器焚烧，作为献给Lua Mater的祭品。然后，他洗劫了沃尔西人的领土，一直到海岸。
沃尔西人发动对罗马的战争，一方面是因为他们可能会利用一个被战争和内战分散注意力的罗马，另一方面是因为如果罗马牢牢控制了坎帕尼亚，他们担心会被罗马领土包围。然而，李维叙述的几个要素受到了现代历史学家的质疑。罗马人俘虏普里纳姆的记录是在329年，当时卢修斯·埃米利乌斯·马默西诺斯第二次担任执政官，这次是盖乌斯·普罗提乌斯·迪努斯作为他的同事。因此，一些现代历史学家认为341年的战争是329年战争的非历史副本。这一理论的一个支持论点是，罗马人只是在318年的人口普查中，而不是在332年的人口普查中，在前普里维纳蒂安领土上建立了乌芬蒂纳部落。然而，罗马不得不与普里韦纳姆打几场战争，这本身并不是不合理的。两场战争中执政官的名字将只是一个巧合。如果从历史上看，罗马在普里韦纳姆的驻军不太可能长期驻扎在那里。反对反物质运动的问题没那么严重。被暴风雨打断的战斗很可能是后来的发明。将缴获的武器提供给Lua Mater公司也可能是发明的。但是，尽管后来有了这些修饰，并没有根本的理由证明安提乌姆不该在341年与罗马作战。

## 前341年：罗马人对沃尔西的征服
沃尔西人加入拉丁人的行列，最终试图摆脱罗马人的统治，即前340 - 338年的拉丁战争，但罗马再次获胜，沃尔西人的城市被纳入罗马共和国，享有不同程度的政治权利。罗马人在萨米特战争中的逆转在沃尔西引起了一些动荡，但没有产生持久的影响。

## 延伸阅读
- Cornell, T. J. . New York: Routledge. 1995. ISBN 978-0-415-01596-7.（英文）
- Forsythe, Gary. . Berkeley: University of California Press. 2005. ISBN 0-520-24991-7.（英文）
- Oakley, S. P. . Oxford: Oxford University Press. 1997. ISBN 0-19-815277-9.（英文）
- Oakley, S. P. . Oxford: Oxford University Press. 1998. ISBN 978-0-19-815226-2.（英文）